# Henk Dorland
Hendrik (Henk) Dorland (Hilversum, 4 maart 1936 – 2001) was een Nederlands politicus van de ARP en later het CDA.
Na de hbs heeft hij hts gedaan en later is hij ook nog afgestudeerd. In 1965 ging hij werken bij de gemeente Hilversum waar hij twee jaar later benoemd werd tot directeur gemeentewerken. In 1971 maakte hij de overstap naar de provincie Utrecht waar hij secretaris recreatieschappen werd. Daarnaast was hij gemeenteraadslid in Eemnes. In mei 1975 werd Dorland de burgemeester van Kerkwijk en in oktober 1982 volgde zijn benoeming tot burgemeester van Werkendam. Op 1 januari 1997 was er in Noord-Brabant een grote gemeentelijk herindeling waarbij Dussen en Werkendam fuseerde tot de nieuwe gemeente Werkendam. Dorland besloot op die datum vervroegd met pensioen te gaan en de Dussense burgemeester Henk Hellegers werd de burgemeester van de fusiegemeente. In 2001 overleed Dorland.